# Papaver popovii
Papaver popovii är en vallmoväxtart som beskrevs av Siplivinskii. Papaver popovii ingår i släktet vallmor, och familjen vallmoväxter. Inga underarter finns listade i Catalogue of Life.